# Ongallur-I
Ongallur-I es una ciudad censal situada en el distrito de Palakkad en el estado de Kerala (India). Su población es de 16998 habitantes (2011). Se encuentra a 53 km de Palakkad y a 34 km de Thrissur.

## Demografía
Según el censo de 2011 la población de Ongallur-I era de 16998 habitantes, de los cuales 8310 eran hombres y 8688 eran mujeres. Ongallur-I tiene una tasa media de alfabetización del 93,70%, inferior a la media estatal del 94%. la alfabetización masculina es del 95,61%, y la alfabetización femenina del 91,99%.